# Dündenhorn
Il Dündenhorn (2.862 m s.l.m.) è una montagna delle Prealpi Bernesi nelle Prealpi Svizzere. Si trova nel Canton Berna.